# Велеслалом
Велеслалом се односи на такво спортско такмичење у ком учесници у жељи да најбрже прођу задану стазу, пролазе означени пут између ознака познатијим под називом врата, која су за разлику од слалома постављена у нешто ширем међусобном размаку.

## Велеслалом у алпском скијању
Велеслалом заједно са слаломом спада у техничке дисциплине алпског скијања, за разлику од брзих дисциплина у које спадају супер-велеслалом и спуст. Реч о дисциплини која комбинује оштре завоје с нешто бржим равним деловима стазе.
Према тренутно важећим правилима, такмичења у велеслалому се одвијају у две вожње, од којих свака траје отприлике 60-80 секунди, зависно од стазе, конфигурације терена, временских прилика и вештине скијаша. Као и у слалому, стаза је у велеслалому означена вратима, тј. штаповима означеним заставицама у две боје, наизменично плава и црвена. Међутим, овде су једна врата формирана од 4 штапа, по два лево односно десно између којих је разапета заставица.
Међународна скијашка федерација детаљно прописује све параметре стазе, те је тако у велеслалому прописан распон висинске разлике од старта до циља 250-500 метара за мушкарце и (300-450 m за жене. Ширина стазе је најмање 30 m. Стаза се састоји од 35-45 врата укључујући старт и циљ. Ширина појединих врата (4-8 метара), обележена црвеним и плавим заставицама 70х100 cm, обично са попречном белом цртом, а мотке морају стрчати изнад снега и то 1 метар од доњег руба заставице. Размак између двају суседних врата не сме бити мањи од 10 метара. Такмичење се одвија у две вожње на две различите стазе истог дана. Број такмичара који се квалификује за другу вожњу (30 најбржих из прве вожње). Све наведене мере се односе на мушки велеслалом, а постоје и правила за женски велеслалом, такмичења млађих добних категорија и сл.